# Роберт Рорер
Роберт Рорер (англ. Robert Rohrer, *31 січня 1946, Саванна) — американський письменник, працює у жанрі наукової фантастики.